# 唐三彩

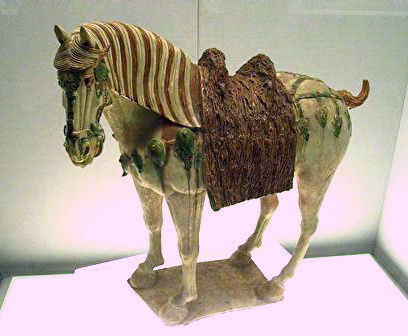
唐三彩の馬

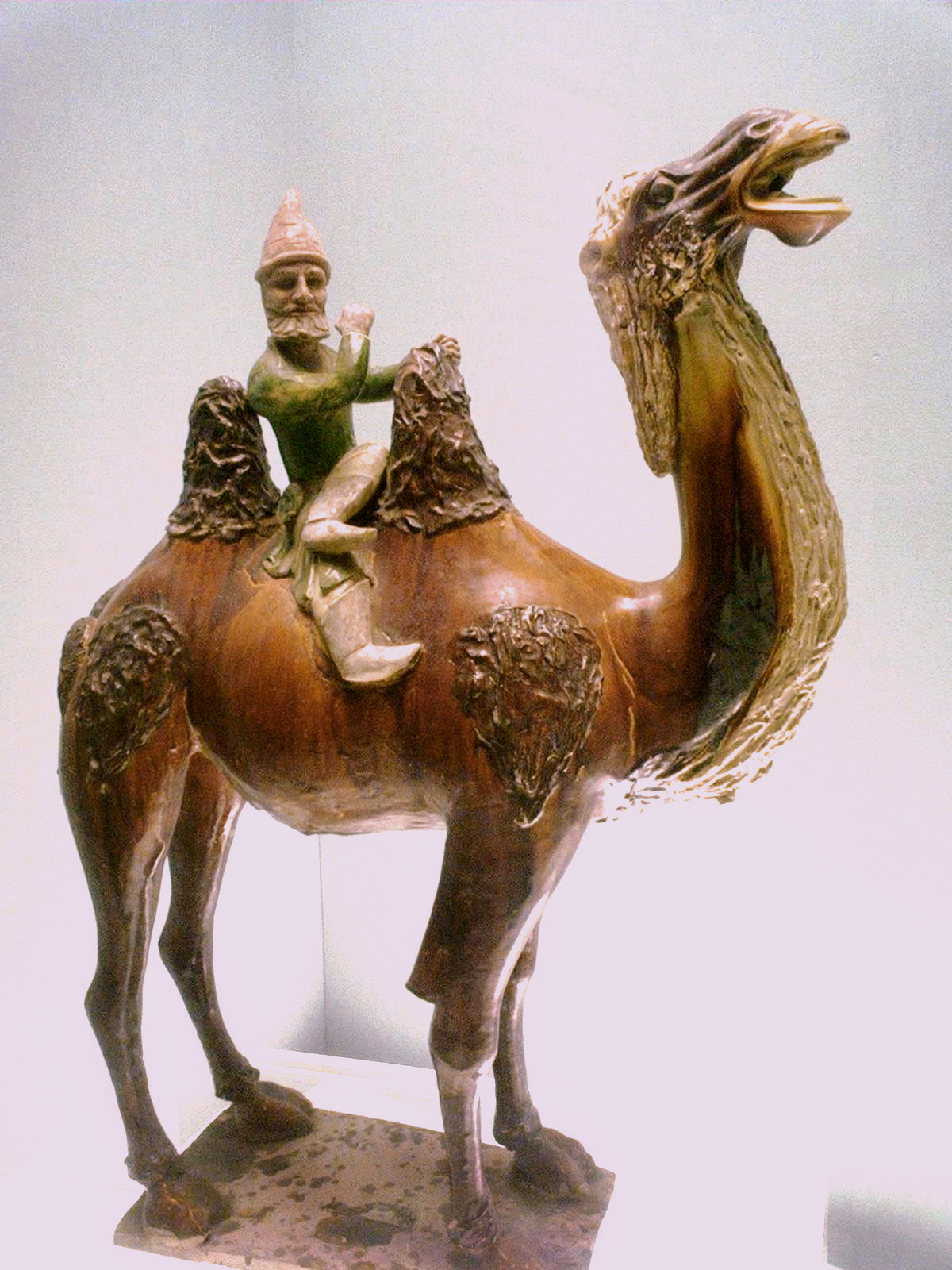
ラクダに乗り唐にやってきた隊商

唐三彩（とうさんさい、拼音: tángsāncǎi、三彩とも）は唐代の鉛釉を施した陶器で、主として副葬用に制作された。いわゆる唐三彩は唐代の陶器の上の釉薬の色を指し、後に唐代の彩陶（上絵を施した陶器）を総称する語として使われるようになった。唐代の陶器の釉薬の色は非常に多く、クリーム色、赤褐色、薄緑、深緑、藍色、紫などがある。中でもクリーム色・緑・白の三色の組み合わせ、或いは緑・赤褐色・藍の三色の組み合わせを主としていることから三彩と称されている。

## 概要
唐三彩は成形後二回にわたって焼かれる。一回目は白色の粘土で器物の原型を作り、窯の中で1000～1100度で素焼きにされる。冷却の後、器物を取り出し、各種の釉薬をかけ、再び窯の中で850度から950度で焼かれる。炎色反応のスペクトルに相当する色を付けることから、釉薬には銅（緑）、鉄（赤褐色）、マンガン（紫色）、コバルト（藍色）、アンチモン（クリーム色）を用い、助燃剤として鉛やアルミニウムを用いる。釉薬の色が互いに浸透し、年代が経つことにより、顔料の色が微妙に変化し、新たな色を作る。
この釉薬は鉛釉と呼ばれ、漢代に西域から伝播した技術とも言われている。鉛釉の特徴は、釉層中の気泡の少なさからくる透明度と光沢の強さにある。施釉技法は刷毛や筆、柄杓掛け、浸し掛けなどが基本となる。
唐三彩の形状は非常に多く、人物、動物、器物の三種に主に分類される。人物には天子、文官、武将、貴婦人、男の子、下女、芸人、ペルシア人などがある。動物には、馬、ラクダ、牛、羊、ライオン、虎などがある。器物には容器、文房具、お碗、壺、皿などがある。
日用品や部屋の装飾品よりも主に埋葬品として使用され、主に中原一帯で生産・流行し、中原一帯の官僚たちに使用された。『唐六典』には葬儀における唐三彩の規定が記されており、『旧唐書』には当時の唐三彩熱をうかがわせる文章がある。

## 歴史
19世紀末に行われた鉄道工事の際に、掘り起こした唐代の墳墓から大量の彩色された壺、動物、俑人形の焼き物が見つかった。その一部が北京の骨董屋などで海外の蒐集家の目に止まり、「three-color glaze」として論文などで報告された。その訳語を元に、唐三彩という呼称が生まれ世界中に知られるようになった。美術品としての価値の高まりとともに各地の唐代の墳墓から発掘や盗掘が盛んに行われ、埋葬品としての唐三彩が大量に発掘された。
最も古い唐三彩の作例は、上元元年（674年）に現在の陝西省に築墓された唐の高祖・李淵の陪塚から出土した器とされている。
唐三彩の造形は当時の社会や風俗を表している。力強く瀟洒な様子である天子の像や武将の像、肥えた馬やラクダの像は、初唐の国力が強盛であったことを示す。顔がややふっくらとして、体が豊満な女性の像は、当時の女性はふくよかであることが美しいとされたことを示している。
長安、洛陽の周辺で盛んに作られたが、長安周辺の墳墓から出土する三彩のほうが数量、大きさ、種類が豊富である。長安の西市では大規模な唐三彩市場が開かれていた。

## 影響
唐三彩はシルクロードを通り、13世紀から15世紀半ばころにかけてシリアやキプロス、イタリアに伝来した。また、日本の奈良三彩（正倉院三彩）、渤海三彩など、他の東アジアにも影響を与えた。
2006年、韓国国立民俗博物館の中国語の案内ガイドが高麗青磁について誤った案内を行っていたことが判明した。案内ガイドは「高麗青磁は中国の唐三彩を真似たもの」「新羅の慶州は中国の西安をそのまま移しておいたもの」「韓国は昔から中国の属国」「三国時代の衣服・金属活字が中国とそっくり」「博物館に展示された遺物は真物ではなく、真物は全て日本にある」などと説明していた。

## ギャラリー

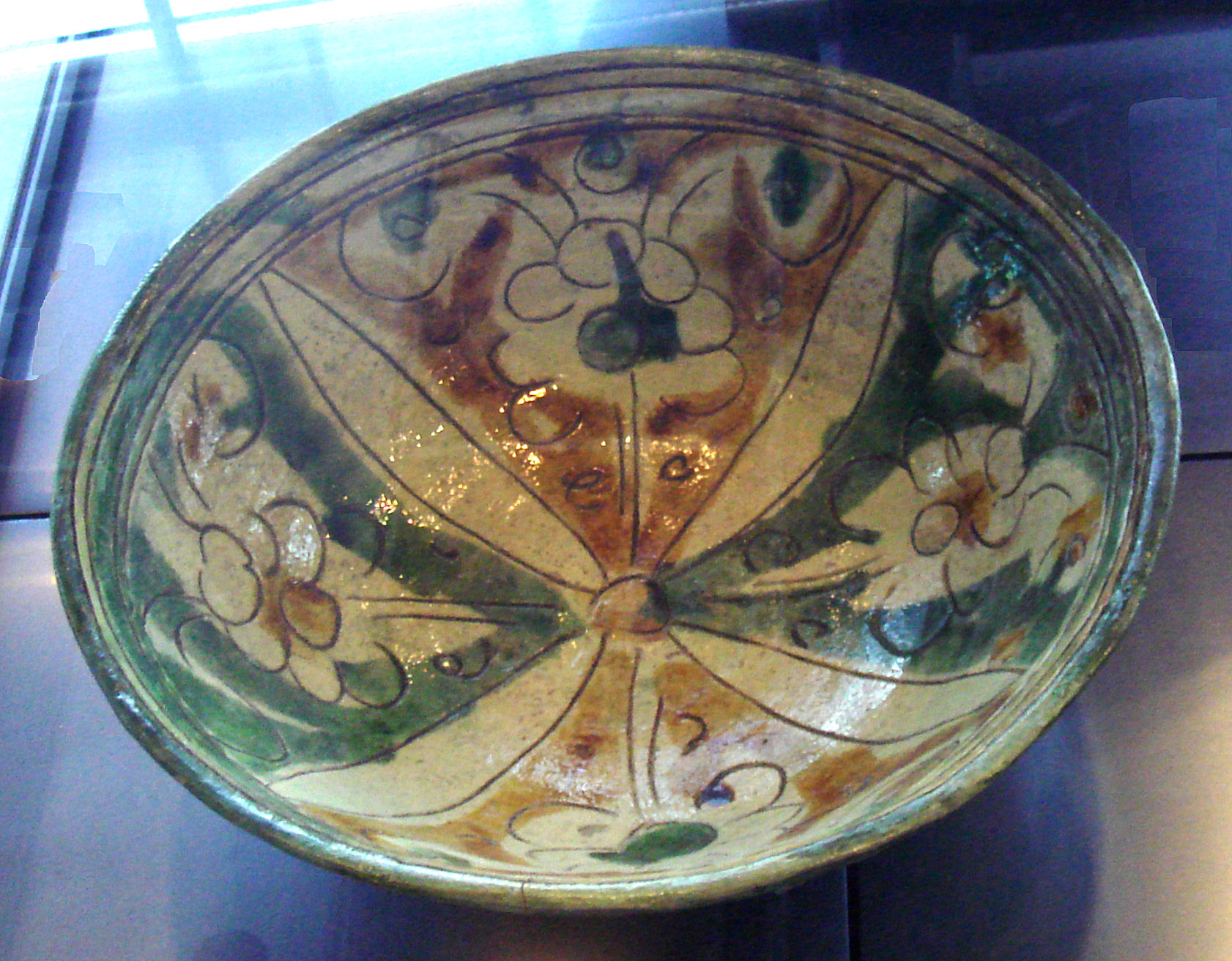
シリアの三彩、13世紀
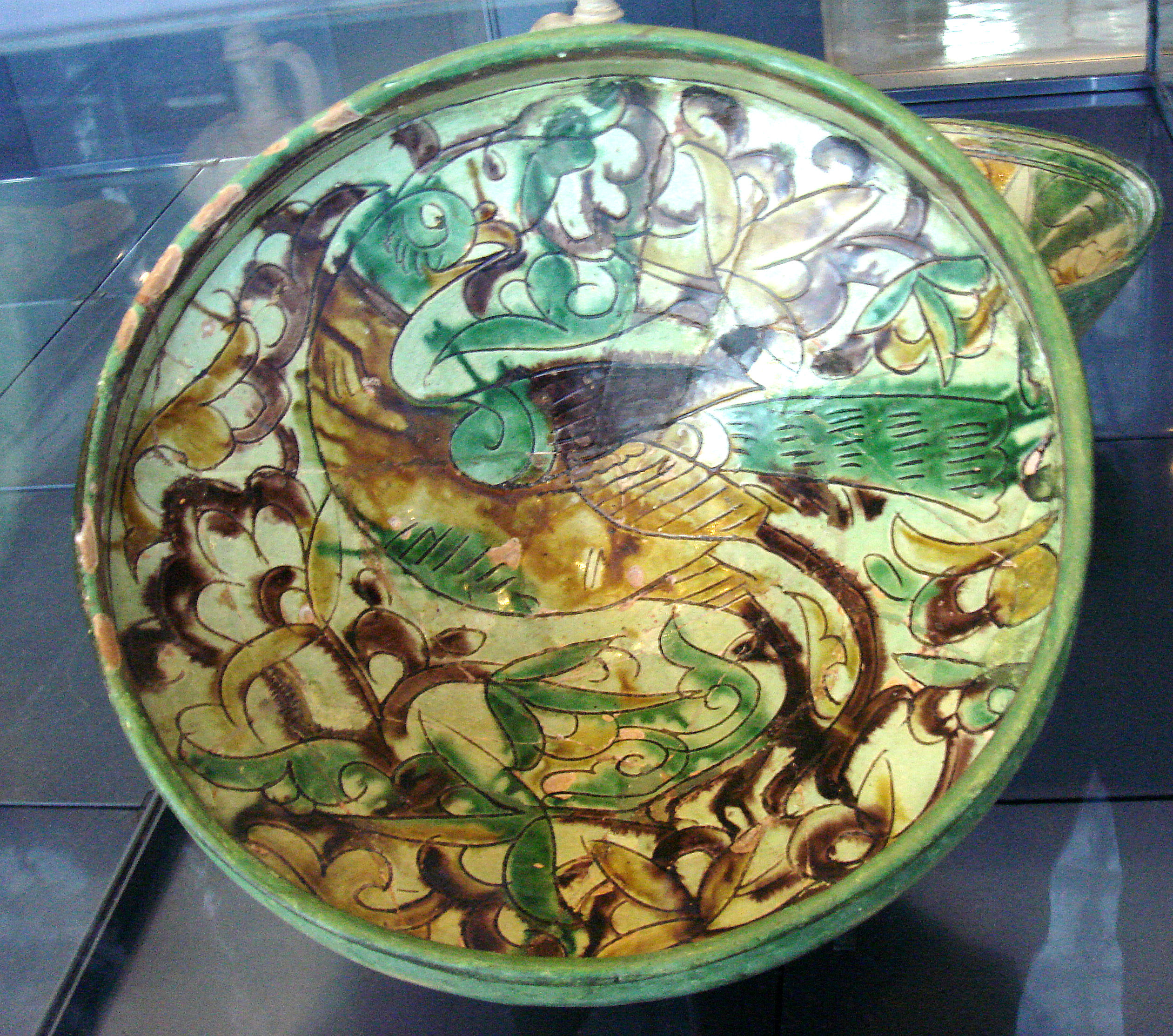
シリアの三彩、13世紀
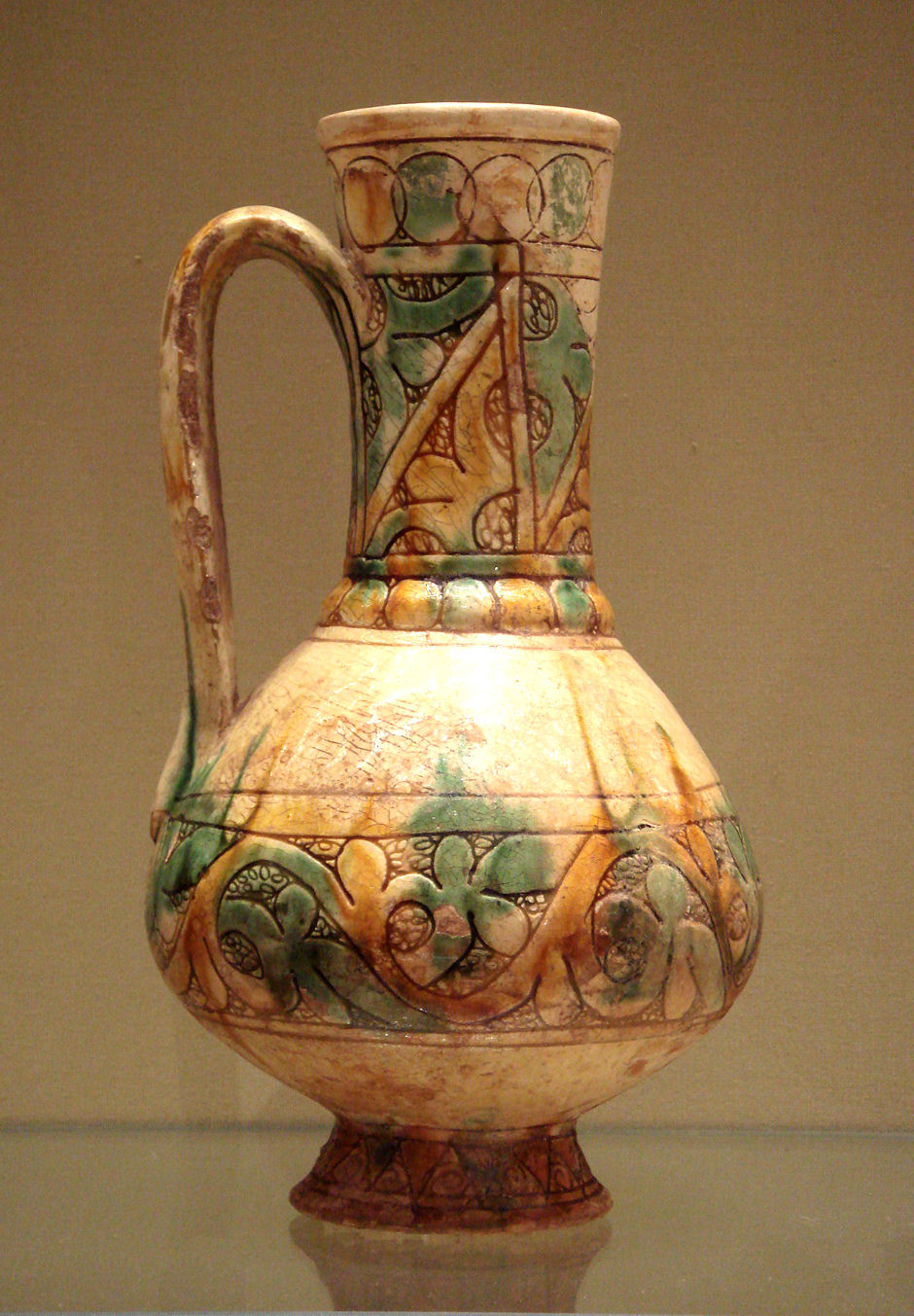
キプロスの三彩、14世紀
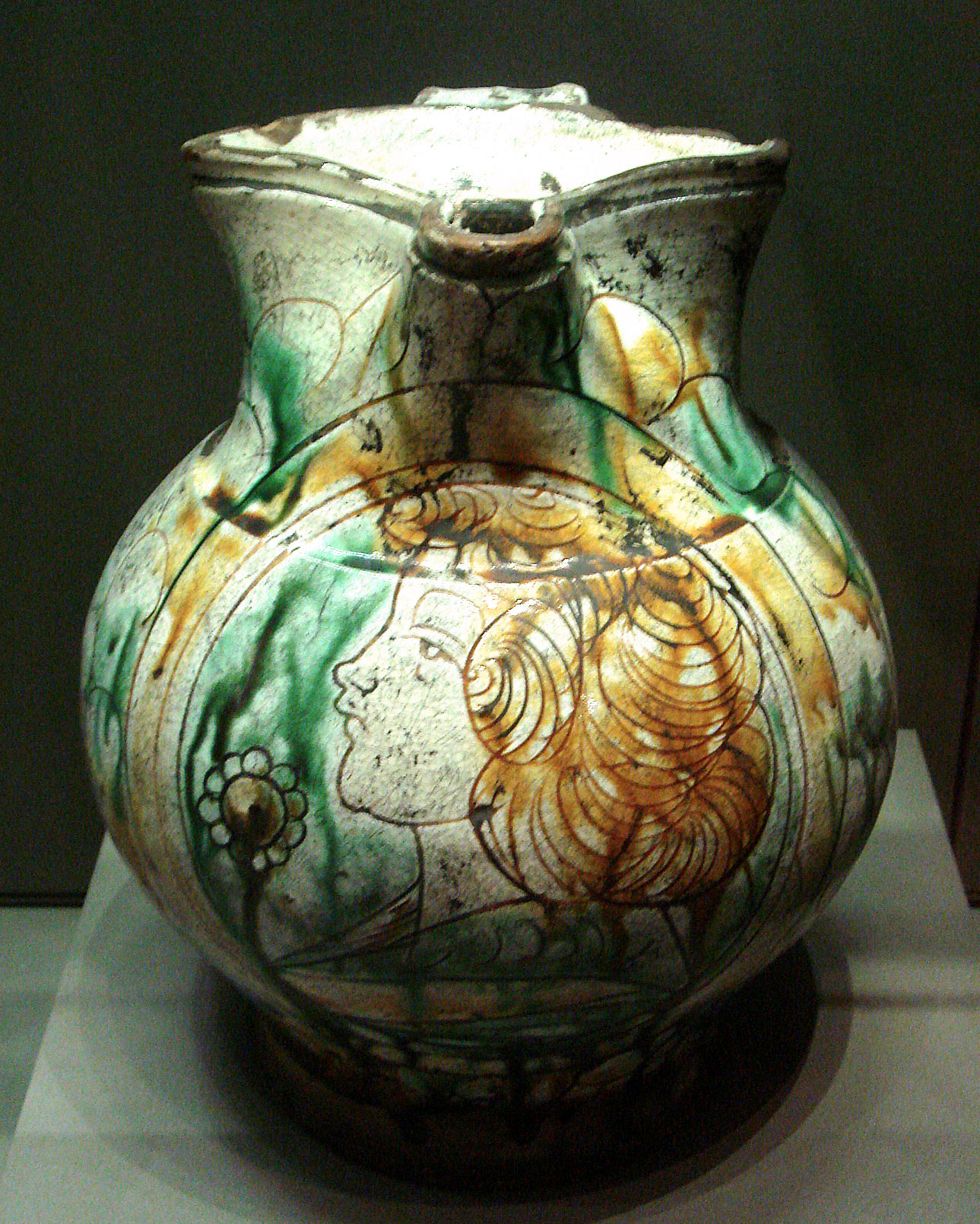
イタリアの三彩、15世紀半ば
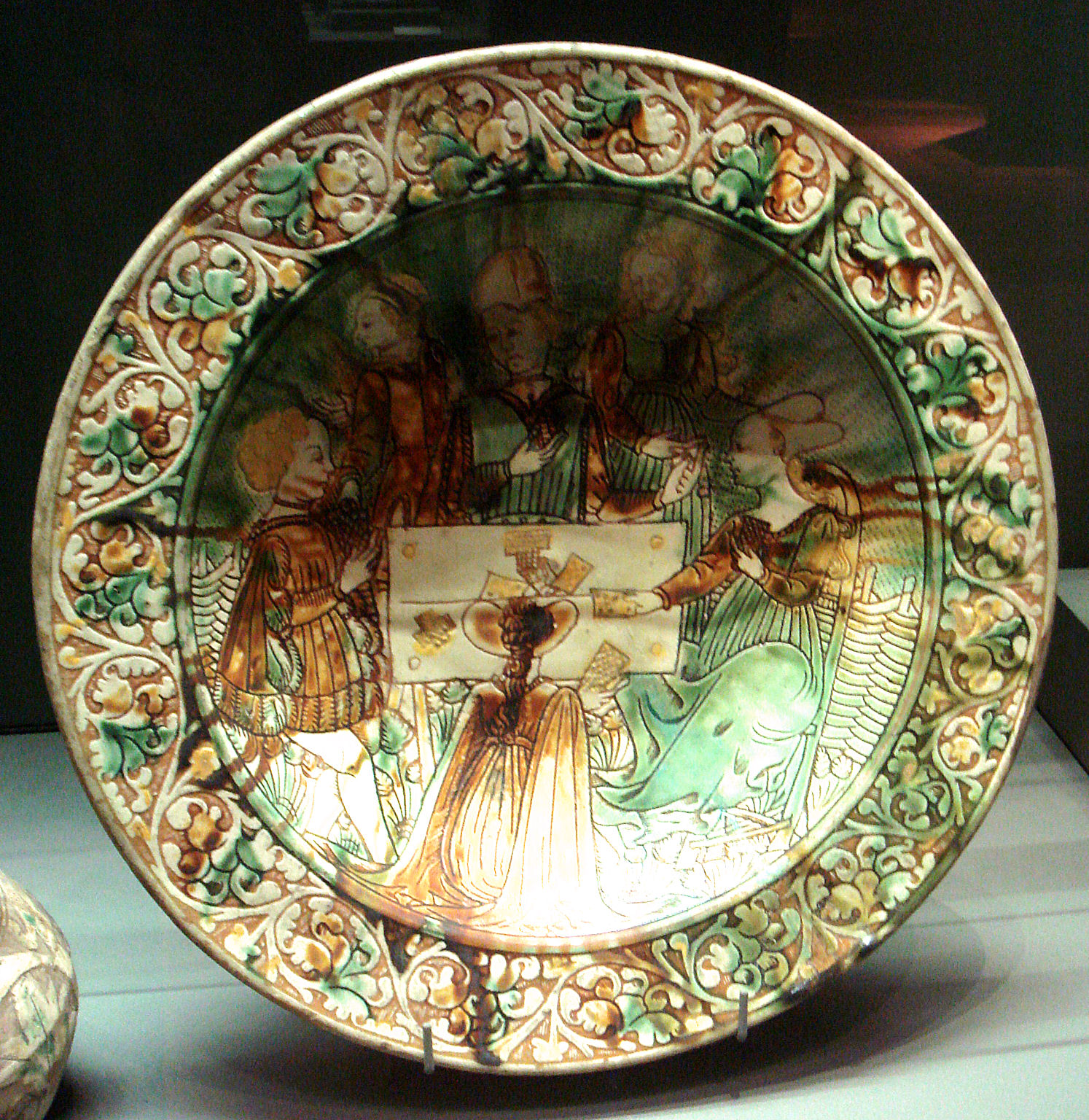
イタリアの三彩、15世紀半ば（ルーヴル美術館）
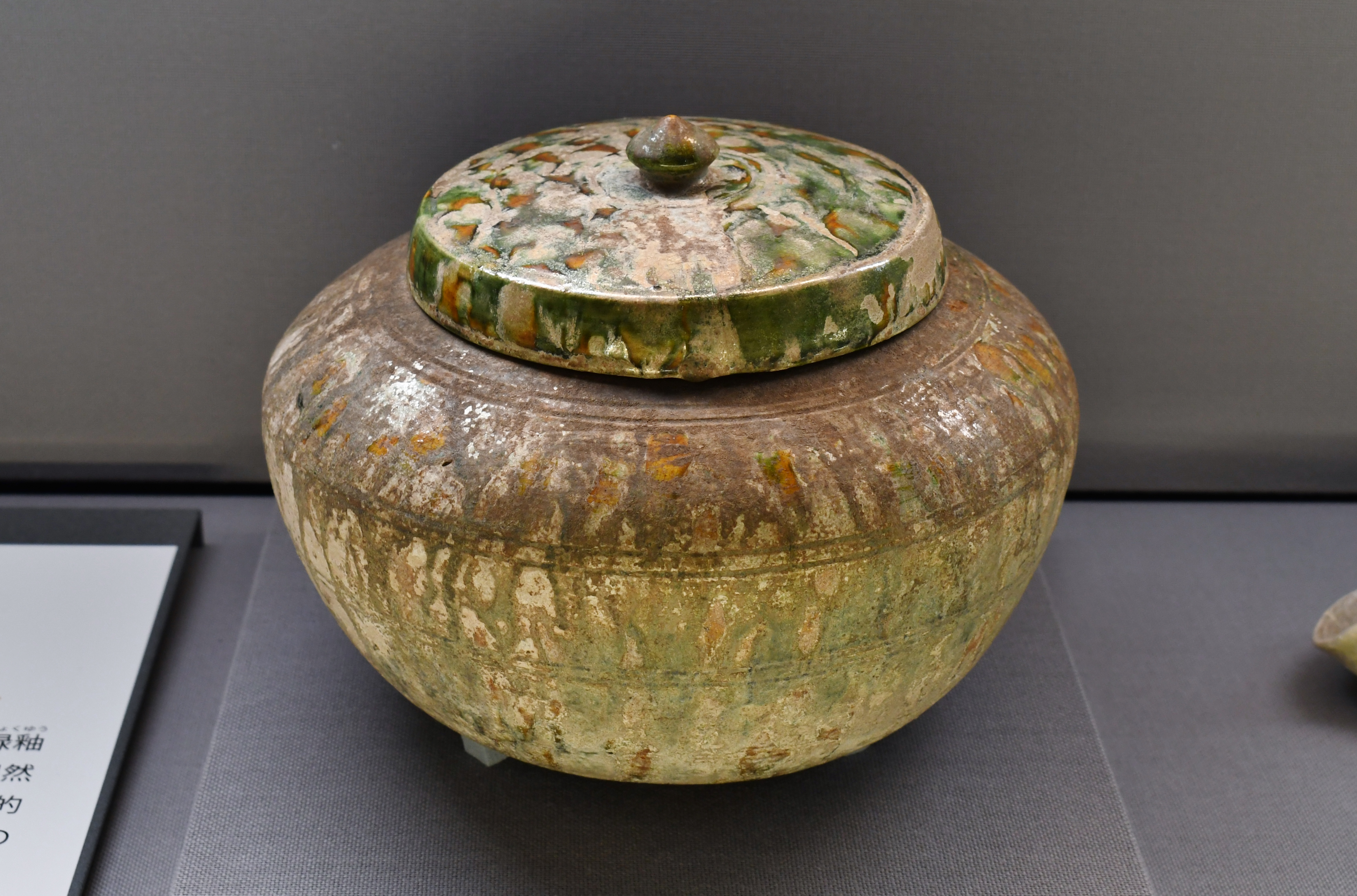
日本の三彩（奈良三彩） 東京国立博物館展示。